# William Holland
William Joseph "Bill" Holland (Boston, Massachusetts, 3 de març de 1874 - Malden, Massachusetts, 20 de novembre de 1930) fou un atleta estatunidenc que va córrer al tombant del segle XX i que era especialista en les proves de velocitat.
El 1900 va prendre part en els Jocs Olímpics de París, en què guanyà la medalla de plata en la cursa dels 400 metres, en quedar per darrere del també estatunidenc Max Long.
En la cursa dels 200 metres acabà quart, amb el mateix temps que Stan Rowley, guanyador de la medalla de bronze. Holland també va participar en la cursa dels 60 metres, però no arribà a la final en acabar tercer de la seva sèrie classificatòria.

## Millors marques
- 200 metres: 22.7" (1900)
- 440 iardes: 49.2", el 1902[1]